# Jacob J. Finkelstein
Jacob Joel Finkelstein (geboren 22. März 1922 in Brooklyn; gestorben 28. November 1974 in New Haven) war ein US-amerikanischer Assyriologe, dessen Spezialgebiet u. a. die Entzifferung und Interpretation von Rechtsvorschriften in Keilschrift war. Sein wissenschaftlicher Beitrag waren vor allem seine zahlreichen Kopien von Keilschrifttexten, hauptsächlich aus den Sammlungen des British Museum und der Yale University, die von seiner Fähigkeit als Übersetzer der Keilschrifttafeln zeugen.

## Leben und Werk
Finkelstein wurde in New York als Sohn in eine orthodoxe jüdische Familie geboren. Seine Eltern waren Augusta, geborene Liebhart und Morris Finkelstein; er hatte zwei Geschwister, einen Bruder Philip Finkelstein und eine Schwester Theodore Klein. Finkelstein erhielt zu Beginn seiner Ausbildung eine Jeschiwa-Ausbildung, doch später entfernte sich Finkelstein selbst weit von der orthodoxen Glaubensinterpretation.
Obwohl er die High School mit Auszeichnung abschloss, war ein Vollzeitstudium für ihn nicht möglich, und er begann zunächst als Pressesprecher zu arbeiten. Im Zweiten Weltkrieg diente er im US Army Air Corps und nahm nach Kriegsende sein Studium am Brooklyn College auf, das er mit dem BA im Jahre  1948 beendete. Anschließend wechselte er an der University of Pennsylvania, wo er im Jahre 1953 seinen Ph.D. verliehen bekam. Dort wurde er stark durch seine Lehrer Ephraim Avigdor Speiser und Samuel Noah Kramer, der seinerseits ein Schüler von Arno Poebel  war, beeinflusst. Nach seinem Abschluss war er von 1953 bis 1955 wissenschaftlicher Mitarbeiter bei Albrecht Götze in der Abteilung für Sprachen des Nahen Ostens an der Yale University. Von 1956 bis 1965 lehrte er Assyriologie an der University of California in Berkeley und wurde 1965 zum Professor für Assyriologie und babylonische Literatur an der Yale University ernannt.
Finkelstein war Autor von Studien zur mesopotamischen Geschichte, Geschichtsschreibung und zum Recht, doch sein Interesse konzentrierte sich zunehmend auf Letzteres. Finkelstein war verheiratet, das Paar hatte zwei Kinder. Er starb an den Folgen eines Herzversagens.

## Werke (Auswahl)
- Cuneiform Texts from Tell Billa. In: Journal of Cuneiform Studies. Band 7, 1953, S. 111–176.
- mit Oliver R. Gurney: The Sultantepe Tablets, 1 (= BIAA Occasional Monograph Series. Band 3). British Institute of Archaeology at Ankara, London 1957.
- Mesopotamian Historiography. In: Proceedings of the American Philosophical Society. Band 107, 1963, S. 461–472.
- The Genealogy of the Hammurapi Dynasty. In: Journal of Cuneiform Studies. Band 20, 1966, S. 95–118.
- Sex Offences in Sumerian Law. In: Journal of the American Oriental Society. Band 86, 1966, S. 355–372.
- Old Babylonian Legal Documents (= Cuneiform Texts from Babylonian Tablets in the British Museum. Band 48). Trustees of the British Museum, London 1968 (Digitalisat).
- The Laws of Ur Nammu. In: Journal of Cuneiform Studies. Band 22, 1968, S. 66–82.
- An Old Babylonian Herding Contract and Genesis 31:38f. In: Journal of the American Oriental Society. Band 88, 1968, S. 30–36.
- Ha-Mishpat ba-Mizraḥ ha-Kadmon. In: Enẓiklopediya Mikra'it. Band 5, 1968, S. 588 f.
- Late Old Babylonian Documents and Letters. Yale University Press, New Haven / London 1972 (Digitalisat).
- The Goring Ox: Some Historical Perspectives on Deodands, Forfeitures, Wrongful Death and the Western Notion of Sovereignty. In: Temple Law Quarterly. Band 46, 1973, S. 169–290.
- The Ox That Gored. In: Transactions of the American Philosophical Society. Band 71, 1981, S. 1–89 (postum herausgegeben von Maria de Jong Ellis).